# Cernata moghila
Cernata moghila este o arie protejată (sit de importanță comunitară — SCI) din Bulgaria întinsă pe o suprafață de 11,66 ha, integral pe uscat.

## Localizare
Centrul sitului Cernata moghila este situat la coordonatele 43°29′00″N 25°17′19″E / 43.4834°N 25.2885°E.

## Înființare
Situl Cernata moghila a fost declarat sit de importanță comunitară în martie 2007 pentru a proteja 2 specii de animale.

## Biodiversitate
Situată în ecoregiunea continentală, aria protejată conține 2 habitate naturale: Tufișuri caducifoliate ponto-sarmatice, Pajiști stepice panonice pe loess.
La baza desemnării sitului se află mai multe specii protejate:
- mamifere (1): hamster românesc (Mesocricetus newtoni)
- reptile (1): Testudo graeca

Pe lângă speciile protejate, pe teritoriul sitului au mai fost identificate 3 specii de plante, 6 specii de reptile.